# ماست میوه‌ای
ماست میوه‌ای دسری کم‌کالری، رژیمی، سالم و مقوی که هم می‌توان خانگی درستش کرد و هم به شکل بسته‌بندی در فروشگاه‌های خوراکی و سوپرمارکت‌ها فروخته می‌شود. در برخی موارد، ماست و میوه را به صورت جداگانه بسته‌بندی کرده و به صورت بسته‌های دوقلو به فروش می‌رسانند و مصرف کننده هنگام مصرف آن ها را باهم مخلوط می‌کند.
این دسر، ترکیبی از ماست و میوه است و ارزش خوراکی هر دو گروه را دارد و از ماست خامه‌ای، میوه تازه، مربا، مارمالاد یا پودر ژله و اسانس و رنگ خوراکی ساخته شده و در کنار خوش‌مزگی ترکیب مقوی و خوبی برای کودکان و بزرگ‌سالان است.
همچنین ساخت ماست میوه‌ای در جهان گسترده و پرطرفدار است و از انواع میوه مانند: آناناس، توت‌فرنگی، کیوی، پرتقال، سیب و... ساخته می‌شود.

## ارزش غذایی
ماست در گروه فراورده‌های شیری جای دارد و گاهی خوردن آن نسبت به شیر بیش‌تر توصیه می‌شود، زیرا سیستم گوارشی برخی نسبت به قند لاکتوز در شیر هست حساسیت دارد، ولی این لاکتوز در ماست تبدیل به اسید لاکتیک می‌شود و دیگر حساسیت پدید نمی‌آورد. کلسیم ماست آسان‌تر از شیر توسط بدن دریافت می‌شود زیرا PH ماست پایین‌تر است و کلسیم در آن به صورت محلول در می‌آید. ماست باکتری‌هایی دارد که سبب افزایش قدرت سیستم دفاعی بدن میشود. این باکتری‌ها همچنین کلسترول خون را پایین می‌آورند و فشار خون را تنظیم می‌کنند، بنابرین ماست برای کسانی که چربی و فشار خون بالا دارند، گزینه خوبی است.
از دیگر سو، میوه‌ها نیز تاثیر مثبتی بر مغز انسان در تقویت حافظه و یادگیری سریع می‌گذارند.
افزون بر این، میوه‌ها دارای فیبر فراوان هستند و فیبرها از چاقی، فشار خون بالا و بیماری‌های قلبی - رگی پیش‌گیری می‌کنند.

## روش آماده‌سازی
برای ساخت یک ماست توت‌فرنگی در آغاز همه توت‌فرنگی‌ها را با دو قاشق شکر پوره کنید (با هم‌زن الکتریکی) بعد نیم بسته ژله توت‌فرنگی (تا مزه توت‌فرنگی بیش‌تر باشد) را با نیم لیوان آب جوش و دو قاشق دیگر شکر بن ماری کنید. وقتی که کاملاً حل شد با پوره توت فرنگی آن را مخلوط کنید (در همین حال اسانس توت فرنگی را هم بیفزایید). اینک این ترکیب را با ۱ تا ۱.۵ لیوان ماست خامه‌ای مخلوط کنید و درون ظرفی بریزید و دو ساعت در یخچال بگذارید. (شما می‌توانید با افزودن پودر ژله بیش‌تر یا ژلاتین این ماست میوه‌ای را قالبی در بیاورید و یا کم و بیش کردن شیرینی با شکر یا مربا، همه بسته به پسند شماست.)